# Fueloil

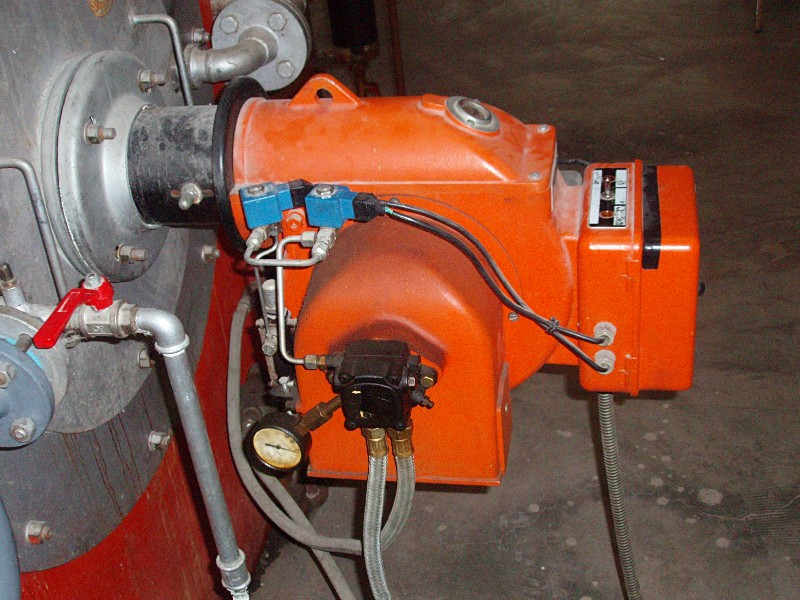
Cremador de fuel.

Pictograma de perillositat del fuel

El fueloil és un combustible obtingut com a residu en la destil·lació fraccionada del petroli. És el combustible més pesat que es pot destilar a pressió atmosfèrica i té un color negre. Es classifica en diversos tipus (1, 2, 3, 4 i 5) segons la seva composició i aplicació. S'utilitza principalment com a combustible per a motors dièsel, plantes d'energia, calderes i forns. També es pot destilar per obtenir altres productes com olis lubricants o asfalts. La seva composició pot incloure substàncies com aigua, asfaltenos, sofre o metalls, que influeixen en les seves propietats i emissions.